# Greenwood (Arkansas)
Greenwood is een plaats (city) in de Amerikaanse staat Arkansas, en valt bestuurlijk gezien onder Sebastian County.

## Demografie
Bij de volkstelling in 2000 werd het aantal inwoners vastgesteld op 7112.
In 2006 is het aantal inwoners door het United States Census Bureau geschat op 8240, een stijging van 1128 (15.9%).

## Geografie
Volgens het United States Census Bureau beslaat de plaats een oppervlakte van
24,1 km², waarvan 23,8 km² land en 0,3 km² water. Greenwood ligt op ongeveer 148 m boven zeeniveau.

## Plaatsen in de nabije omgeving
De onderstaande figuur toont nabijgelegen plaatsen in een straal van 16 km rond Greenwood.